# By the Sea (película de 1915)
By the Sea (Charlot en la playa) es una película de cine estadounidense dirigida por Charles Chaplin, que también fue el actor principal, y estrenada el 29 de abril de 1915.

## Reparto
- Charles Chaplin: el bañista molesto.
- Billy Armstrong: el hombre del sombrero de paja
- Margie Reiger:[2] la esposa del anterior.
- Bud Jamison: el hombre del sombrero de copa
- Edna Purviance: la esposa del anterior

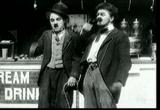
Foto de la película: Chaplin y Jamison.

- Paddy McGuire: policía primero.
- Ernest Van Pelt:[3] policía segundo.

## Sinopsis
En un día ventoso en la playa, Charlot coquetea con las bellas bañistas y ello provoca una pelea con los esposos de dos mujeres. Después, y mientras los dos esposos discuten por un helado, Charlot vuelve a esa placentera actividad.

## Crítica
Es una película de una sola bobina hecha por Chaplin en Cristal Pier mientras esperaba que estuviera listo un estudio para trabajar en Los Ángeles. Está rodada en un solo día, cerca del embarcadero de Venice. Es una farsa ligera, graciosa, llena de acotaciones delicadas. Sin hallazgos excepcionales, es un encadenamiento de volteretas, peleas y ardides a través de los cuales fluye la alegría.